# Friezenbuurt
De Friezenbuurt is een woonbuurt in het Nederlandse dorp Maarssen, gemeente Stichtse Vecht.
De buurt is in de jaren na de Eerste Wereldoorlog ontstaan, een periode waarin nieuwe industrie zich ging vestigen in Maarssen aan (de voorloper van) het Amsterdam-Rijnkanaal. Naast de Brabantse plaatwerkerij annex verzinkerij Bammens vestigde uit Friesland de U. Twijnstra's Oliefabriek N.V. (UTD) zich er. De directeur van laatstgenoemde bedrijf stichtte de woonbuurt voor de meeverhuisde arbeiders.

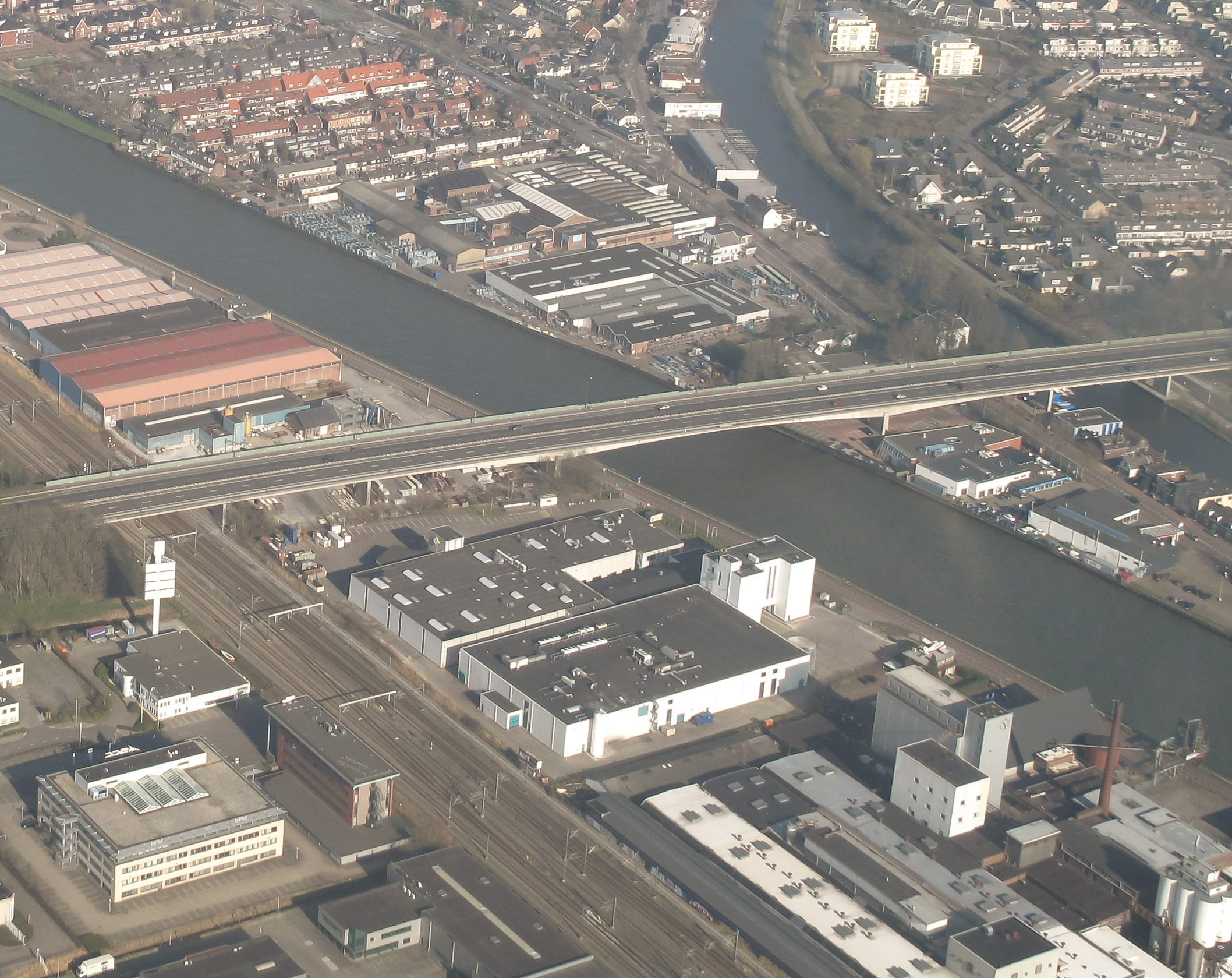
Luchtfoto met linksboven de Friezenbuurt en rechtsonder de UTD